# Riu Cuareim
El Riu Cuareim (Rio Quaraí, en portuguès), és el límit de la part nord de la República Oriental de l'Uruguai amb el Brasil. Al començament del seu curs corre amb direcció nord-oest, per a després dirigir-se cap a l'oest, desembocant finalment al Riu Uruguai.
Té la seva font a la Cuchilla de Santana, al Brasil, i corre cap al riu Uruguai, sobre la seva vora esquerra. Fa 351 km de longitud per una conca de 14.800 km², amb 45% del seu curs fluvial al Brasil i un 55% a l'Uruguai.